# Rismurtjärnen
Rismurtjärnen är en sjö i Gävle kommun i Gästrikland och ingår i Skärjån-Hamrångeåns kustomåde.